# Gitona distigma
Gitona distigma – gatunek muchówki z rodziny wywilżnowatych i podrodziny Steganinae.
Gatunek ten opisany został w 1830 roku przez Johanna Wilhelma Meigena.
Muchówka o ciele długości około 4 mm, ubarwionym głównie brązowawożółto. Głowa jej jest zaopatrzona w szczecinki przyoczkowe. Na aristach czułków brak jest długich włosków. Tułów ma szaro porośnięte śródplecze. Skrzydła są przezroczyste z zaokrągloną, czarną kropką u szczytu żyłki radialnej R2+3. Odznaczają się ponadto żyłką subkostalną bez sierpowatego zakrzywienia za żyłką barkową i dobrze rozwiniętą żyłką kostalną na odcinku między żyłką radialną R4+5 a żyłką medialną M1+2. Ubarwienie odnóży jest żółte. Żółty odwłok ma ciemne, poprzeczne przepaski.
Owad znany z Hiszpanii, Francji, Belgii, Niemiec, Szwajcarii, Austrii, Włoch, Polski, Czech, Słowacji, Węgier, Chorwacji, Bośni i Hercegowiny, Białorusi, Ukrainy, Rumunii, Macedonii, europejskiej części Rosji, Bliskiego Wschodu i wschodniej Palearktyki.